# Tres Lomas
Tres Lomas es la ciudad cabecera del partido homónimo, en la provincia de Buenos Aires, Argentina. Se encuentra al oeste de dicha provincia, casi en el límite con la provincia de La Pampa, a 520 km de Buenos Aires y 580 de La Plata. 
Las vías de comunicación a esta ciudad se realiza por las rutas nacional 5 y 33 y ruta provincial 85.
Limita al NE con Trenque Lauquen, al NO con Pellegrini, al SE con Guaminí y al SO con Salliqueló.
Anteriormente, la localidad era conocida como José María Blanco.

## Población
Cuenta con 8061 habitantes (Indec, 2010), lo que representa un incremento del 20,58% frente a los 6685 habitantes (Indec, 2001), del censo anterior.
| Gráfica de evolución demográfica de Tres Lomas entre 1960 y 2010 |
|                                                                  |
| Fuentes: INDEC                                                   |

## Historia
- 12 de octubre de 1874: asume como Pte. de la Nación Nicolás Avellaneda, designando como ministro de Guerra y Marina, a Adolfo Alsina, a quien encomendó la tarea de detener el avance de los pueblos originarios. Alsina traza su plan de avance de la línea fronteriza del Estado de Buenos Aires, con la "Zanja Nacional" o vulgarmente "Zanja de Alsina" (actual ruta nacional 33 de Bahía Blanca a Rosario); y con los fortines: "Italo", "Trenque Lauquen", "Guaminí", "Carhué" y "Puan". El mando militar "División Norte" con el general Conrado Villegas, que funda Trenque Lauquen y Santa María de Guaminí, en 1877.
- 1880, llega la fundación del pueblo "Tres Lomas", postconquista del desierto, cuando Buenos Aires aniquila la defensa y ofensiva del Indio. El problema de las tierras entre la "Zanja Nacional (línea de frontera 1876-1877) y el meridiano V se solucionó dividiendo en cinco secciones de tierras públicas, las cuales fueron cedidas por la provincia a la Nación, en concepto de reembolso por los gastos ocasionados por las campañas al desierto. La Sección II de Tierras públicas fue dividida en lotes de 10 km², y adjudicadas. La Nación otorga a Federico Humphreys, el título de propiedad del Lote 61 ex 49 de la Sección II de Tierras públicas, con 10 000 ha, que el 5 de enero de 1882 lo vende a Antonio Blanco.
- 1890, el FFCC llega a Trenque Lauquen, aumentando la población de origen español e italiano, colonizan Tres Lomas.
- 1899 nace la colonia Drysdale, que daría origen primero al Partido de Guaminí y luego, por división, a los de Pellegrini y Tres Lomas.
- 1902, se prolonga el ramal de Trenque Lauquen hasta Carhué y se disponen las Estaciones: La Zanja; Pehuelches; Las Charas (Ing. Thompson); Salliqueló y Fatraló.
- 1903 se funda la colonia "Salliqueló", por Hugo Stroeder. Antonio Blanco vende a la Compañía Ferrocarril Oeste de Buenos Aires, una superficie de 43,43 ha para estación y vías.
- 1905, así en el km 505, se construye la estación Tres Lomas. El 2 de marzo de 1906, se libra al servicio la estación.
- 1906, la fecha de fundación es la del primer remate de tierras que se realiza el 7 de febrero de 1906 en los alrededores de la estación Tres Lomas, encargado a la firma Publio C. Massini (el 31 de enero de 1906 sale publicada en una página del diario La Prensa dicho remate). Es el momento en que comienzan a llegar nuevos colonos al pueblo que se llamaría José M. Blanco, pero por uso y costumbres se cambiaría su nombre por decreto provincial 2363 del 10 de mayo de 1971 por el de Tres Lomas, con el que hoy es reconocida la ciudad.

## Toponimia
El origen del nombre "Tres Lomas" se atribuye a tres grandes médanos, hoy dos de ellos inexistentes. Solo se puede divisar uno en la entrada por la calle Belgrano, a la altura de la vieja fábrica de fideos.

## De "Tres Lomas" nacen las colonias
- "La Grande del Sud", formada por piamonteses. En la Estancia "La Grande del Sud" había una proveeduría donde se entregaba la cosecha, recibiendo, todo lo que necesitaban: desde cortes de género a un equipo completo de trilla, y artículos de almacén, tienda.
- "Marconi"
- "Moreno" Hoy es un conjunto de casas con 146 habitantes, cuya estación "Ingeniero Thompson" sirve como nombre al pequeño pueblo que la rodea, tiene el club Pedro María Moreno que es conocido en la zona por los bailes que organizan una vez al mes y tiene gran atractivo en la zona, a tal punto que a Ingeniero Thompson se lo conoce como la capital de la alegría.

- 7 de febrero de 1906, la Cía. "La Grande del Sud", remata solares, quintas y chacras por la firma Publio C. Massini, de Buenos Aires; comenzando así el poblamiento alrededor de la estación "Tres Lomas". El propietario de las tierras subastadas era José María Blanco, de quien tomó el nombre el pueblo, aunque en la costumbre se lo conoció por su estación ferroviaria Tres Lomas.
- 10 de mayo de 1971, por decreto provincial 2363, se unificaron ambas denominaciones en torno a una sola: Tres Lomas.
- 20 de julio de 1907 se crea el Partido de Pellegrini en tierras del Partido de Guaminí. Tres Lomas, que dependía del Partido de Guaminí (cabeza de partido), pasa a formar parte del nuevo Partido de Pellegrini.
- 11 de diciembre de 1986 obtiene autonomía política y administrativa, por una Consulta Popular No Vinculante, que marcó un hito en los nuevos tiempos democráticos

## Lugares de interés
- Plaza principal “Leandro N Alem”, diseñada por el famoso arquitecto Salamone
- Municipalidad de Tres Lomas, diseñada por el mencionado arquitecto.
- Estación de trenes, aunque hoy en día solo circulan trenes de cargas de cereales por esas vías férreas, se encuentra en excelentes condiciones, pudiéndose visitar.
- Museo Histórico, es un museo que ha sido establecido en un lugar emblemático de Tres Lomas, la Ex Casa Marcaida. Allí se pueden visitar muestras temáticas.
- Bioparque municipal, es un bioparque que fue creado para la preservación de especies autóctonas. Un hermoso lugar donde conviven las especies animales y vegetales, con los seres humanos. Allí se encuentra una laguna artificial donde viven patos, ranas, sapos, nutrias y otras especies. Posee caminos internos donde se pueden recorrer con automóviles, motocicletas y bicicletas. También es un excelente lugar para caminar, descansar, cocinar los típicos asados argentinos, tomar mates en la Matera y comer en las pérgolas. En el mismo lugar se realizan fiestas como la de la primavera.
- Estadios de fútbol. En esta ciudad hay tres estadios de fútbol (football), el del Club Atlético Argentino, el del Club Unión Deportiva y el del Club Ferrocarril Oeste, El primero se encuentra cercano al Bioparque municipal, el segundo se encuentra en el centro de la urbe y el tercero en el acceso oeste de la ciudad.
- Polideportivo municipal, el mismo está ubicado junto al Bioparque municipal, allí hay una piscina pública, que se encuentra abierta al público en verano, además se puede descansar y tomar sol.
- Campo de jineteada, ubicado dentro del Bioparque, donde se realizan las típicas jineteadas argentinas.
- Autódromo “Las Charas”, en la localidad de Ingeniero Thompson, que lleva el antiguo nombre de esa ciudad.
- Cine y Teatro español, ubicado en el centro de Tres Lomas y remodelado hace poco tiempo. Se pueden apreciar obras de teatro, películas, ceremonias, conciertos, etc.

## Parroquias de la Iglesia católica en Tres Lomas
| Diócesis  | Nueve de Julio          |
| --------- | ----------------------- |
| Parroquia | Nuestra Señora de Luján |

## Intendentes de Tres Lomas
| Año         | Partido político                                    | Intendente                       |
| ----------- | --------------------------------------------------- | -------------------------------- |
| 1987 - 1991 | Partido Justicialista                               | Miguel Ángel Sei (✞)             |
| 1991-1995   | Partido Justicialista                               | Miguel Ángel Sei (✞)             |
| 1995-1999   | Unión Cívica Radical                                | Roberto Santiago Marino          |
| 1999-2003   | Alianza para el Trabajo, la Justicia y la Educación | Roberto Santiago Marino          |
| 2003-2007   | Unión Cívica Radical                                | Mario Luis Espada                |
| 2007-2011   | Unión Vecinal                                       | Mario Luis Espada                |
| 2011-2015   | Frente para la Victoria                             | Roberto Oscar Álvarez            |
| 2015-2019   | Frente para la Victoria                             | Roberto Oscar Álvarez            |
| 2019-2021   | Frente de Todos                                     | Roberto Oscar Álvarez (renunció) |
| 2021-2023   | Frente de Todos                                     | Jorge Raúl Carrera               |
| 2023-       | Juntos por el Cambio                                | Luciano Spinolo Sayago           |